# نفيسة كامل
نفيسة كامل هي نفيسة محمد كامل محمود،(1916-2005)  ناشطة في مجال العمل التطوعي السوداني شاركت في مؤتمر الخرجيين  كانت نواه للحركة النسائية في كردفان والوطن بأكمله ،ترأست اتحاد نساء السودان،  ناضلت من اجل تعليمها وتعليم بناتها حيث أصبحت مرشدة ورائدة في تعليم البنات.

## الميلاد والنشأة
ولدت نفيسة بمدينة سنار عام 1916، لوالد كان يعمل رئيساً للحسابات بمالية حكومة السودان، ووالدتها هي السيدة حميدة الديمياطي.
تنقلت نفيسة بصحبة الاسرة في معظم أقاليم السودان بحكم عمل والدها الذي دفعها مع شقيقاتها للالتحاق بإرسالية بورتسودان المختلطة برغم معارضة الاهل، وأكملت المساق الدراسي بالارسالية (7 سنوات ). وكانت قد تلقت دروس في اللغه العربية والتربية الاسلاميه قبل دخولها المدرسة وذلك علي يد الشيخ الجزولي بمدينة مروي.

## حياتها
انتقلت نفيسة مع  الأسرتها إلى مدينة الأبيض وتزوجت في العام 1930 من الأستاذ حسن علي كرار الذي تخرج في كلية غردون عام 1929م، وكان يعمل بالتعليم ، وقد دعمها لمواصلة تعليمها في فصول المدرسة الوسطي
عملت علي رفع مستواها الفكري بالتثقيف الذاتي، راسلت عميد الادب العربي الدكتور طه حسين مما كان له دوراً اساسياً في تثقيفها ورفع مستواها العلمي  إذ ارسلت له خطاب ( إثر قراءتها لمقال كتبه عميد الادب العربي د. طه حسين في مجلة الرسالة يوضح فيه استعداده لمساعدة كل من يريد أن يتثقف ويتشبع بالأدب العربي واللغة العربية ) تطلب منه مساعدتها في ذلك وقد كان.
أرسل لها عميد الادب عناوين لإصدارات مزجت بين القديم والحديث من التراث العربي والإسلامي والأوربي، وواصلت تثقيف نفسها بمطالعات في التاريخ والأدب السوداني .
أبرزت نفيسة مهارات باكرة في فنون واقتصاديات الأسرة، لاسيما أشغال الإبرة والتطريز والحياكة والتدبير المنزلي ، بجانب دعوتها لتعليم البنات .

## أسرتها
نفيسة أم لأثني عشر بنتاً وثلاثة أبناء تخصصوا في مختلف التخصصات. خمسة من بناتها تخرجن من كلية المعلمات.
وقد شكلت أسرتها عصبة أمم سودانية بمصاهرة مختلف قبائل السودان ، كما حملت ذريتها الراية بالعمل في مختلف مجالات الشأن العام

## عملها في تعليم البنات
بدأ النشاط الملموس في مجال العمل التطوعي عام 1940,حيث كانت تشارك في مؤتمر الخرجين . في أربعينيات القرن الماضي بدأت بكتابة مقالات اجتماعية إصلاحية بمجلة كردفان تحت توقيع (ن.كامل) , وتطورت فيما بعد الي تحرير صفحه نسائية متخصصه ، تعتبر أول صفحه نسائية في إصدارة سودانية .
في عام 1951 دعت الي تأسيس أول جمعية نسائية خيرية في كردفان وهي الجمعية النسائية الخيرية بالأبيض التي كانت نواه للحركة النسائية في كردفان.
تم تكريمها من قبل جامعه الاحفاد لمجهوداتها في تعليم البنات حيث منحت درجة البكالريوس الفخري في مجال التربية ورياض الأطفال من جامعة الأحفاد للبنات (أبريل 1993).

## عملها
عملت السيدة نفيسة كامل في العمل التنمية النسويه عبر الجمعيات النسوية في الأبيض وفي الفاشر وفي الخرطوم، وكانت من مؤسسات جمعية الطفولة والأمومة وقائداتها العظيمات واسهمت بمالها للعناية بالطفل  وللرقي بالأم وبالمرأة عامة وانتشالها من وحدة الجهل .
كانت رائدة للتعليم لأنه لم يعلمها أحد مدى ضرورته بل أحست ذلك بذاتها، ورائدة في تحرير المرأة لأنها حينما أحست بضيم النساء خرجت لنصرتهن لم تكن تقلد أما ولا جدة بل تتبع صرخات سمعتها داوية (لقاسم أمين أو لمي زيادة أو لغيرهما) وإن كن كثيرات حولها لم ينتبهن لذاك الصوت أو لم يطرق طرف آذانهن.
وكانت رائدة تربوية أخرجت من ذريتها ثمارا نفعت البلاد في مجالات التعليم (مثل فتحية) والدبلوماسية الشعبية (مثل عزيزة) والعمل الطوعي (مثل عالية) والاستثمار (مثل وداد) والأكاديميات (مثل ليلى).. وكلهن مع بقية إخواتهن كن مثالا للنساء المدبرات اللائي يجدن ليس فقط لباقة الحديث بل وفنون الاقتصاد المنزلي وتربية الطفل وخبرات حمله ورضاعته والعناية به كلها على أكمل وجه.. مثل هذه الخبرات التي لا غنى للمراة عنها ولكنها تهمل وتسقط كأنها غير ذات بال في مراكمتنا المعرفية.

## توثيقها للنساء والعمل النسوي
وثقت السيدة نفيسة لجيلها النسوي وعطائه وجعلت من تجربتها الذاتية منفذا لذلك العالم الذي لم يوثق له كما يجب، وكتابها المذكور هو من أهم حلقات التوثيق لمسيرة المرأة السودانية. وأرادت لكتابها ألا يقصي أحدا مهما كانت اختلافات الآراء والمواقف السياسية، فأوردت مقالات صحفية لنساء، وسيرا ذاتية لأخريات من مختلف المشارب، وحاولت أن تغطي عالم النساء في العادات والتقاليد والتعليم والدور التنموي والعمل الصحفي والإعلامي والطوعي وأعطت مساحة كبيرة لاتحاد نساء السودان ولما تحقق في ظله، ولكنها أظهرت كيف أن المنجزات المعروفة للحركة النسائية لم تكن حكرا لجهة محددة بل شاركت فيها كل مكونات المجتمع النسوية العاملة.

## كتاباتها
كتبت في عدد من الإصدارات الصحفية مثل الأيام ، الصحافة ، السودان الجديد  والرأي العام.  كما ترأست تحرير إصدارة «المرأة الجديدة». صدر لها كتاب ثوثيقي بعنوان  المرأة السودانية  بين الماضي والحاضر- تم إصدار الكتاب في عام  1997م

## وصلات خارجية
- قناة السودان الفضائية برنامج أسماء في حياتنا لقاء مع السيد نفيسة كامل
- نفيسة كامل - نضال المرأة .. بالقلم والعلم - برنامج سودان عزة قناة النيل الازرق
- الرائدة نفيسة كامل ... أسماء في حياتنا مع عمر الجزولي 3
- نفيسة كامل حفل إصدار كتابها المرأة السودانية بين الماضي والحاضر